# Țânțar
Țânțarii (Culicidae) sunt o familie de insecte diptere din subordinul Nematocera. La unele specii, la femelă, nu se produce maturizarea ouălor fără consumarea sângelui de mamifere. Se pot împerechea și în spații restrânse, în care trăiesc și în timpul iernii fără să intre în diapauză. Adultul depune ouăle când temperatura apei depășește 10 °C (între sfârșitul lui aprilie și mai); generațiile din primăvară și vară se succed la fiecare 15–20 zile, în funcție de temperatura apei. Dezvoltarea larvelor se realizează în ape stătătoare. Femelele pot transmite malarie, o boală infecțioasă gravă. Malaria este o boală infecțioasă transmisă de țânțarul Anopheles, care se manifestă prin friguri puternice și intermitente. Aceasta este o boală infecțioasă larg răspândită în regiunile tropicale și subtropicale. Între 300 și 500 de milioane de persoane sunt infectate anual; aproximativ 1 - 3 milioane mor în fiecare an, cei mai mulți fiind copii din Africa sub-sahariană.

## Descriere
Corpul este alcătuit din cap, torace și abdomen. Prezintă două aripi, iar aparatul bucal este specializat pentru înțepat și supt. 
Pe de altă parte, țânțarii de sex feminin pot trai o perioadă de până la o lună, existența sa fiind semnificativ mai mare decât cea a oricărui țânțar masculin. Cu toate acestea, aceste perioade pot varia.
Prezintă schelet extern (exoschelet) din chitină.
Capul:
- doi ochi compuși
- două antene articulate
- gură cu piese chitinoase

Toracele prezintă trei segmente:
- pe partea dorsală se prind aripile
- pe partea ventrală se prind trei perechi de picioare articulate

Abdomenul prezintă opt segmente:
- la fiecare segment, pe partea ventrală, se află o pereche de orificii respiratorii numite stigme
- orificiu anal

Respirația este prin trahee.
Reproducerea se face prin ouă cu metamorfoză completă și incompletă, urmând unul din ciclurile:
- ou→larvă→nimfă (pupă)→adult (metamorfoză completă)
- ou→larvă→adult (metamorfoză incompletă)

## Combatere
În afară de insecticide, în combaterea lor se folosește cu succes substanța dietiltoluamid.

## Genuri
Genurile de țânțari conform Catalogue of Life:
- Aedeomyia
- Aedes
- Anopheles
- Armigeres
- Ayurakitia
- Bironella
- Borichinda
- Chagasia
- Coquillettidia
- Culex
- Culiseta
- Deinocerites
- Eretmapodites
- Ficalbia
- Galindomyia
- Haemagogus
- Heizmannia
- Hodgesia
- Isostomyia
- Johnbelkinia
- Kimia
- Limatus
- Lutzia
- Malaya
- Mansonia
- Maorigoeldia
- Mimomyia
- Onirion
- Opifex
- Orthopodomyia
- Psorophora
- Runchomyia
- Sabethes
- Shannoniana
- Tipula
- Topomyia
- Toxorhynchites
- Trichoprosopon
- Tripteroides
- Udaya
- Uranotaenia
- Verrallina
- Wyeomyia
- Zeugnomyia

## Specii din România
În România au fost identificate 56 specii de țânțari
- Acartomyia

- Acartomyia zammitii

- Aedes

- Aedes albopictus
- Aedes cinereus
- Aedes geminus
- Aedes vexans 

- Aedimorphus

- Aedimorphus vexans

- Anopheles

- Anopheles atroparvus
- Anopheles claviger
- Anopheles daciae
- Anopheles hyrcanus
- Anopheles labranchiae
- Anopheles maculipennis
- Anopheles melanoon
- Anopheles messeae
- Anopheles plumbeus
- Anopheles pseudopictus
- Anopheles sacharovi

- Coquillettidia

- Coquillettidia buxtoni
- Coquillettidia richiardii

- Culex

- Culex hortensis
- Culex laticinctus
- Culex martinii
- Culex modestus
- Culex pipiens
- Culex territans
- Culex theileri
- Culex torrentium

- Culiseta

- Culiseta alaskaensis
- Culiseta annulata
- Culiseta fumipennis
- Culiseta glaphyroptera
- Culiseta longiareolata
- Culiseta morsitans
- Culiseta ochroptera
- Culiseta subochrea

- Dahliana

- Dahliana geniculata

- Ochlerotatus

- Ochlerotatus annulipes
- Ochlerotatus behningi
- Ochlerotatus cantans
- Ochlerotatus caspius
- Ochlerotatus cataphylla
- Ochlerotatus communis
- Ochlerotatus detritus
- Ochlerotatus dorsalis
- Ochlerotatus duplex
- Ochlerotatus excrucians
- Ochlerotatus flavescens
- Ochlerotatus intrudens
- Ochlerotatus leucomelas
- Ochlerotatus pulcritarsis
- Ochlerotatus pullatus
- Ochlerotatus punctor
- Ochlerotatus refiki
- Ochlerotatus riparius
- Ochlerotatus sticticus

- Orthopodomyia

- Orthopodomyia pulcripalpis

- Uranotaenia

- Uranotaenia unguiculata

## Specii din Republica Moldova
În Republica Moldova au fost identificate 40 specii de țânțari, incluse în 9 genuri și 11 subgenuri: 
- Subfamilia Anophelinae

- Genul Anopheles Meigen

- Subgenul Anopheles Meigen

- Anopheles atroparvus Van Thiel
- Anopheles claviger (Meigen)
- Anopheles hyrcanus (Pallas)
- Anopheles maculipennis Meigen
- Anopheles melanoon Hackett
- Anopheles messeae Falleroni
- Anopheles plumbeus Stephens
- Anopheles pseudopictus Grassi
- Anopheles sacharovi Favre

- Subfamilia Culicinae

- Tribul Aedini

- Genul Aedes Meigen

- Subgenul Aedes Meigen

- Aedes cinereus Meigen
- Aedes geminus Peus

- Genul Aedimorphus Theobald

- Aedimorphus vexans (Meigen)

- Genul Dahliana Reinert, Harbach & Kitching

- Dahliana geniculata (Olivier)

- Genul Ochlerotatus Lynch Arribalzaga

- Subgenul Rusticoidus Shevchenko & Prudkina

- Ochlerotatus refiki (Medschid)
- Ochlerotatus rusticus (Rossi)

- Subgenul Woodius Reinert, Harbach & Kitching

- Ochlerotatus diantaeus (Howard, Dyar and Knab)

- Neatribuit unui subgen

- Ochlerotatus annulipes (Meigen)
- Ochlerotatus behningi (Martini)
- Ochlerotatus cantans (Meigen)
- Ochlerotatus caspius (Pallas)
- Ochlerotatus cataphylla (Dyar)
- Ochlerotatus communis (De Geer)
- Ochlerotatus dorsalis (Meigen)
- Ochlerotatus excrucians (Walker)
- Ochlerotatus flavescens (Muller)
- Ochlerotatus pulcritarsis (Rondani)
- Ochlerotatus punctor (Kirby)
- Ochlerotatus riparius (Dyar & Knab)
- Ochlerotatus sticticus (Meigen)

- Tribul Culicini

- Genul Culex Linneaus

- Subgenul Barraudius Edwards

- Culex modestus Ficalbi

- Subgenul Culex Linnaeus

- Culex pipiens pipiens Linnaeus
- Culex biotype molestus Forskal
- Culex theileri Theobald
- Culex torrentium Martini

- Subgenul Neoculex Dyar

- Culex territans Walker

- Tribul Culisetini

- Genul Culiseta Felt

- Subgenul Allotheobaldia Broelemann

- Culiseta longiareolata (Macquart)

- Subgenul Culiseta Felt

- Culiseta alaskaensis (Ludlow)
- Culiseta annulata (Schrank)

- Tribul Mansoniini

- Genul Coquillettidia Dyar

- Subgenul Coquillettidia Dyar

- Coquillettidia buxtoni (Edwards)
- Coquillettidia richiardii (Ficalbi)

- Tribul Uranotaeniini

- Genul Uranotaenia Lynch Arribalzaga

- Subgenul Pseudoficalbia Theobald

- Uranotaenia unguiculata Edwards